# میک جکسون
میک جکسون (به انگلیسی: Mick Jakson) نویسندهٔ داستان‌های کوتاه و بلند است. او در سال ۱۹۶۰ در انگلستان متولد شد.
میک جکسون که از سال ۱۹۹۵ به صورت تمام وقت به کار نویسندگی مشغول است، بیشتر با رمان "مرد زیر زمینی (۱۹۹۷)" شناخته شده است. این کتاب در همان سال انتشار نامزد دو جایزه ادبی من بوکر و ویت برد شد.
کتاب "تارک دنیا مورد نیاز است / ده داستان تاسف بار" از او توسط گلاره اسدی آملی (انتشارات چشمه) به فارسی برگردندانده شده است.